# Utahraptor ostrommaysi
Utahraptor ostrommaysi es una especie de dinosaurio terópodo dromeosáurido y único representante del género Utahraptor (lat. "ladrón de Utah" o "depredador de Utah"), que vivió a mediados del período Cretácico Inferior, entre 139 a 134 millones de años, durante el Barremiano y Valanginiano, en lo que hoy es Norteamérica. Se le conoce sobre todo por ser el mayor representante de la familia de los dromeosáuridos.

## Descripción

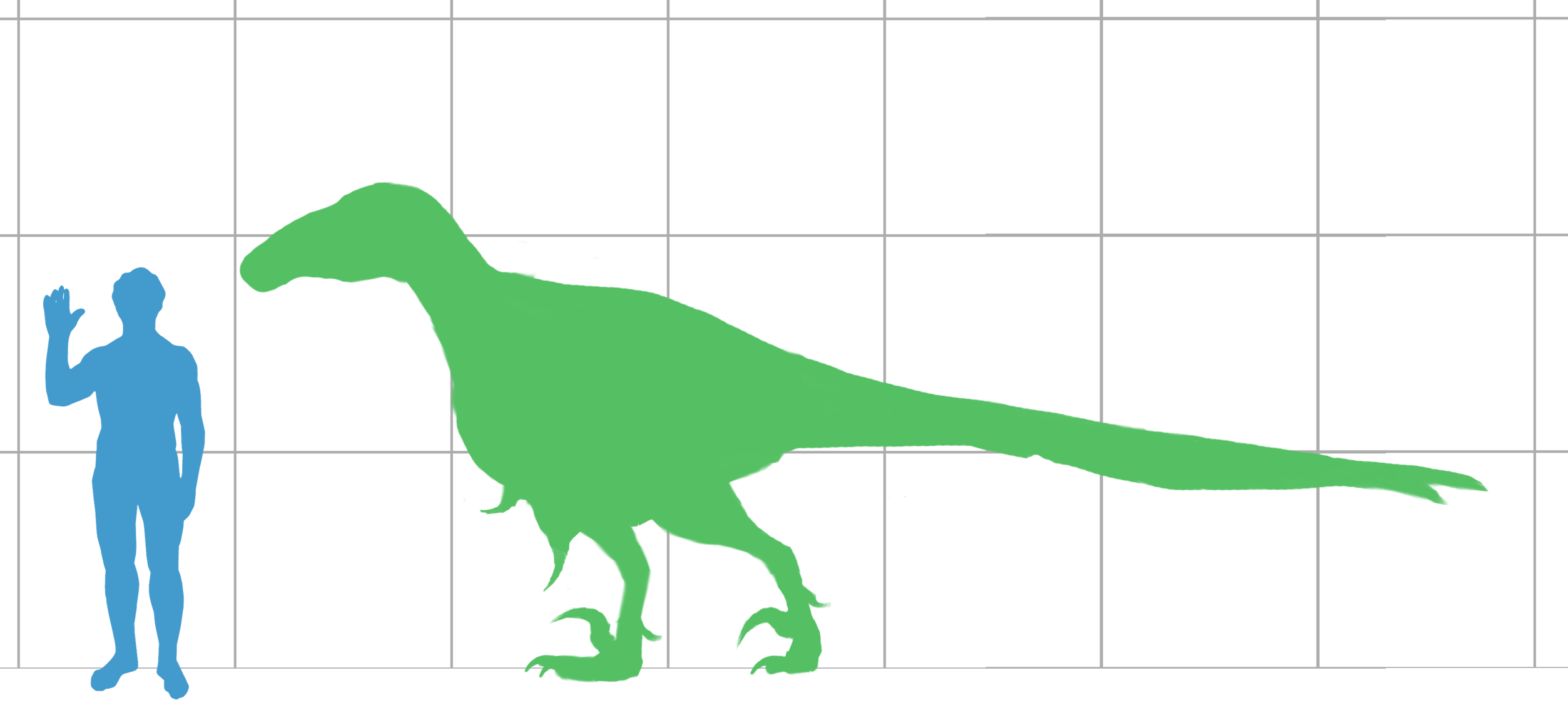
Tamaño del mayor espécimen descrito comparado con un humano.

El espécimen holotipo de Utahraptor es fragmentario pues de él solo se conservan restos del cráneo, una tibia, garras y algunas vértebras caudales. Estos pocos elementos sugieren que el tamaño del animal era cercano al doble del tamaño de Deinonychus. Como otros dromeosáuridos, Utahraptor tenía grandes garras curvadas en su segundo dedo del pie. Un ejemplar de garra posee una longitud preservada de 22 cm y se cree que mediría algo más de 24 cm restaurada. 

Reconstrucción de un Utahraptor.

Se estima que el espécimen de U. ostrommaysi más grande descrito, BYUVP 15465, referido por Erickson et al. 2009 alcanzó hasta 7 metros de largo y algo menos de 500 kilogranos de peso, comparable a un oso polar. En 2012, el paleontólogo Thomas R. Holtz Jr. propuso que su peso podría ser comparable al de un oso pardo. Sin embargo, el descubrimiento de Kirkland de 2001 indica que la especie puede ser mucho más pesada de lo estimado previamente.La medición de 2016 realizada por Gregory S. Paul estuvo cerca de esta nueva estimación, midiendo hasta 5,5 metros de largo y pesando hasta 300 kilogramos. Se presumen algunos especímenes de talla mayor en las colecciones de BYU, sin embargo, el resumen del congreso que se está citando no contiene dicha información visible al respecto.
Se piensa que Utahraptor entre los dromeosáuridos puede haber estado cercanamente relacionado con el mucho más pequeño Dromaeosaurus y el género gigante de Mongolia Achillobator. En un estudio de 2001 llevado a cabo por Bruce Rothschild y otros paleontólogos, 2 huesos del pie referidos a Utahraptor fueron examinados para buscar signos de fracturas de estrés, pero no se halló ninguna.
Aunque nunca se han encontrado plumas en asociación con los ejemplares de Utahraptor, existe fuerte evidencia filogenética que sugiere que todos los dromeosáuridos las poseían. Esta evidencia viene del denominado soporte filogenético, que permite a los paleontólogos inferir rasgos que existen en un clado basados en la existencia de ese rasgo en las formas más basales o primitivas. El género Microraptor está entre los dromeosáuridos más antiguos, y es filogenéticamente más primitivo que Utahraptor. Dado que Microraptor tenía plumas, es razonable asumir que esta característica estaba presente en otros miembros de la familia. Es muy improbable que las plumas se hayan desarrollado más de una vez en los dromeosáuridos, por lo que el supuesto de que Utahraptor no tenía plumas requiere de pruebas positivas de que no las tenía. Hasta el momento, no hay nada que sugiera que las plumas se perdieron en las especies más grandes y avanzadas de dromeosáuridos.
Según Kirkland et al. en 1993, Utahraptor puede ser reconocido por las siguientes autapomorfias, garras en la mano que están más especializadas como cuchillas cortantes que en otros dromeosáuridos, un hueso lagrimal con lados mesial y externo claramente paralelos, lo que le da una apariencia subrectangular alargada en una vista superior, y una base de abertura nasal en el premaxilar paralela a la fila de dientes premaxilares. En el diagnóstico revisado realizado por Turner et al. en 2012, Utahraptor se diferencia de otros dromeosáuridos en, un proceso nasal alargado del premaxilar ; un extremo distal del metatarsiano III que sea liso, no ginglimoide, un cuadratoyugal en forma de L sin un proceso posterior; la presencia de una muesca bien desarrollada entre el trocánter menor y el trocánter mayor y vértebras dorsales que carecen de pleurocoelos. Al igual que otros dromeosáuridos, Utahraptor tenía grandes garras curvas en el segundo dedo del pie. El segundo pedal ungual se conserva a 22 centímetros de largo y se estima que alcanza los 24 centímetros restaurado.

## Descubrimiento e investigación

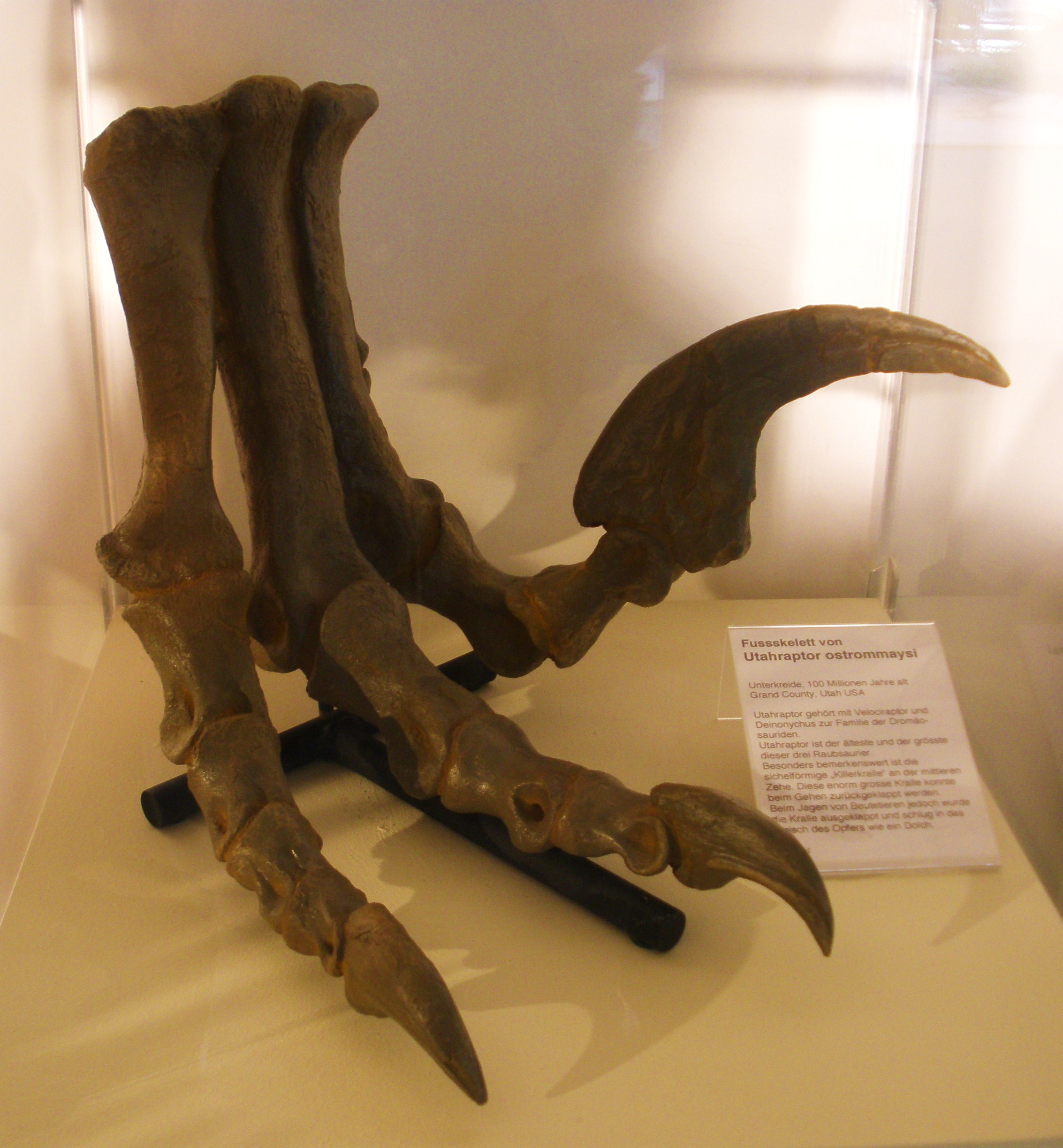
Réplica de los huesos del pie

Los primeros especímenes de Utahraptor fueron hallados en 1975 por Jim Jensen en la cantera Dalton Wells en la zona centro-este de Utah, cerca del pueblo de Moab, pero no recibió mucha atención. Después del hallazgo de una enorme garra del pie por Carl Limoni en octubre de 1991 James Kirkland, Robert Gaston y Donald Burge descubrieron restos adicionales de Utahraptor en 1991 en la cantera Gaston Quarry en Grand County, Utah, dentro de los Miembros Yellow Cat y Poison Strip de la Formación Cedar Mountain. Dataciones radiométricas han mostrado que estas partes de la formación Cedar Mountain fueron depositadas hace cerca de 124 millones de años. El holotipo de Utahraptor, CEUM 184v.86 consta de un segundo ungual pedal, con elementos potencialmente asignados de otros especímenes, un ungueal del pie, CEUM 184v.294, una tibia, CEUM 184v.260 y premaxilar, CEUM 184v.400. El holotipo se encuentra en las colecciones de paleontología del Museo Prehistórico de la Universidad Estatal de Utah Eastern. La Universidad Brigham Young, el depósito de los hallazgos de Jensen, actualmente alberga la mayor colección de fósiles de Utahraptor. 
La especie tipo y la única conocida de Utahraptor hasta el momento, Utahraptor ostrommaysorum, fue nombrada por Kirkland, Gaston y Burge en 1993 en homenaje al paleontólogo estadounidense John Ostrom, del Museo Peabody de Historia Natural de la Universidad de Yale y a Chris Mays, de Dinamation International. En la publicación original el nombre de especie usaba el singular genitivo en latín ostrommaysi pero fue enmendado en 2000 por George Olshevsky a la forma plural. Anteriormente se había pretendido que el nombre de especie fuera "Utahraptor spielbergi" por el director de cine Steven Spielberg, en agradecimiento por el apoyo a la investigación paleontológica, pero finalmente no hubo acuerdo sobre el monto de la asistencia financiera. El escultor Raymond Persinger fue incluido en el resumen original de James Kirkland referenciando los conceptos de Persinger acerca de la estructura de la garra.
En 2000, el nombre específico fue modificado por George Olshevsky al genitivo plural U. ostrommaysorum. Sin embargo, Thiago Vernaschi V. Costa y Normand David en 2019 criticaron el uso del nombre de la especie U. ostrommaysorum ya que no tiene una justificación o explicación clara. Aunque esta ortografía ha sido ampliamente utilizada por otros autores, el género Utahraptor fue originalmente acuñado con la especie tipo U. ostrommaysi y dado que el Código Internacional de Nomenclatura Zoológica no prevé la formación de una forma genitiva a partir de dos personas con nombres diferentes, Costa y David concluye que la ortografía original U. ostrommaysi debe considerarse como una combinación arbitraria de letras y no como una forma genitiva formada correctamente. Bajo este razonamiento, U. ostrommaysorum no tiene un uso válido y la ortografía original U. ostrommaysi no necesita una enmienda. En la literatura científica se utilizaron otras grafías alternativas y también inválidas, como U. ostromaysi, U. ostromaysorum, U. ostromayssorum, U. ostromayorum y U. ostrommaysori.
Por ejemplo, algunos elementos fueron incorrectamente referidos al género, el hueso lagrimal del espécimen CEUM 184v.83 resultó ser un postorbital del anquilosauriano Gastonia. Brit et al. también sugirió que los ungules manuales previamente identificados de los especímenes M184v.294, BYU 9438 y BYU 13068 son de hecho ungules pedales.  Esta sugerencia fue confirmada por Senter en 2007.

## Clasificación

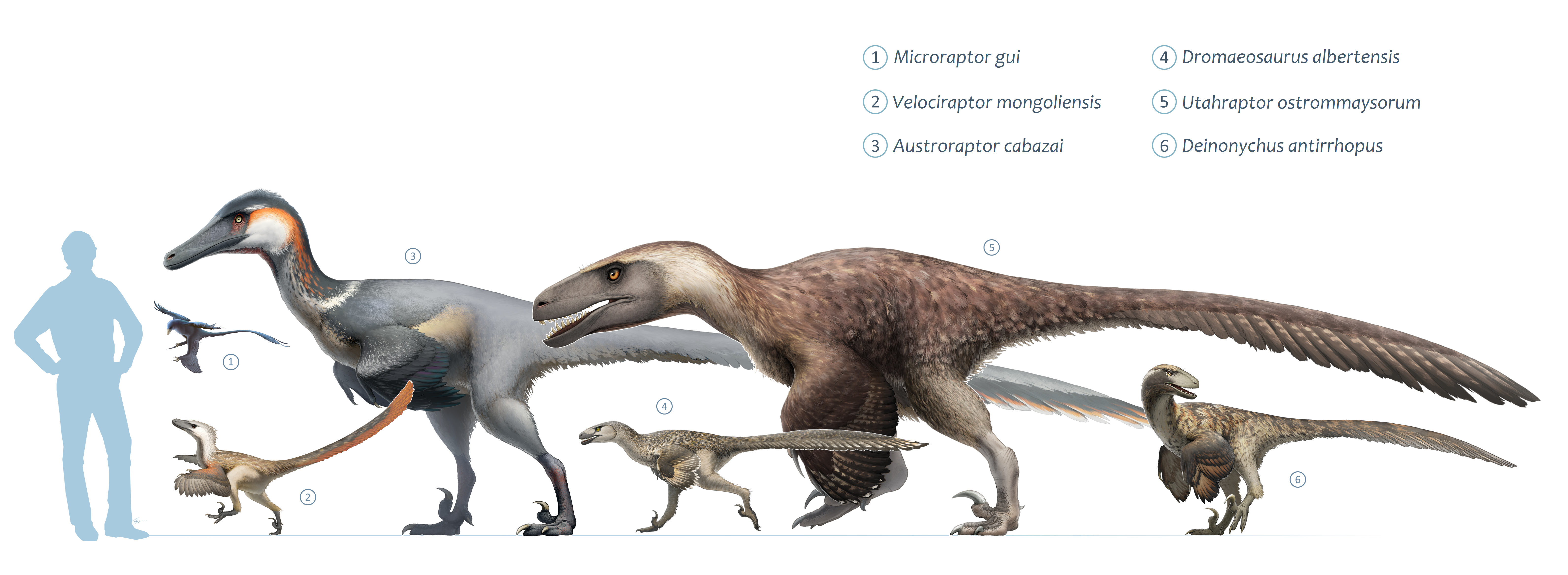
Utahraptor, comparado con otros dromeosáuridos.

Utahraptor es un miembro de la familia Dromaeosauridae, un clado de dinosaurios terópodos comúnmente conocidos como "raptores". Utahraptor es el género más grande de la familia, y pertenece al mismo clado de dinosaurios como Velociraptor, Deinonychus o Dromaeosaurus. Se clasifica en la subfamilia Dromaeosaurinae , que se encuentra en el clado Eudromaeosauria.

### Filogenia
A continuación, se presenta un cladograma basado en el estudio de Senter et al. de 2012.

|  | Adasaurus                                                |
|  |                                                          |
|  | \| \| Tsaagan \| \| \| \| \| \| Velociraptor \| \| \| \| |
|  |                                                          |
|  | Tsaagan                                                  |
|  |                                                          |
|  | Velociraptor                                             |
|  |                                                          |

|  | Tsaagan      |
|  |              |
|  | Velociraptor |
|  |              |

|  | Deinonychus |
|  | |
|  | \| \| Achillobator \| \| \| \| \| \| Dromaeosaurus \| \| \| \| \| \| Utahraptor \| \| \| \| \| \| Yurgovuchia \| \| \| \| |
|  | |
|  | Achillobator |
|  | |
|  | Dromaeosaurus |
|  | |
|  | Utahraptor |
|  | |
|  | Yurgovuchia |
|  | |

|  | Achillobator  |
|  |               |
|  | Dromaeosaurus |
|  |               |
|  | Utahraptor    |
|  |               |
|  | Yurgovuchia   |
|  |               |

|  | Adasaurus                                                |
|  |                                                          |
|  | \| \| Tsaagan \| \| \| \| \| \| Velociraptor \| \| \| \| |
|  |                                                          |
|  | Tsaagan                                                  |
|  |                                                          |
|  | Velociraptor                                             |
|  |                                                          |

|  | Tsaagan      |
|  |              |
|  | Velociraptor |
|  |              |

|  | Deinonychus |
|  | |
|  | \| \| Achillobator \| \| \| \| \| \| Dromaeosaurus \| \| \| \| \| \| Utahraptor \| \| \| \| \| \| Yurgovuchia \| \| \| \| |
|  | |
|  | Achillobator |
|  | |
|  | Dromaeosaurus |
|  | |
|  | Utahraptor |
|  | |
|  | Yurgovuchia |
|  | |

|  | Achillobator  |
|  |               |
|  | Dromaeosaurus |
|  |               |
|  | Utahraptor    |
|  |               |
|  | Yurgovuchia   |
|  |               |

En 2015, se descubrió que Utahraptor estaba estrechamente relacionado con el Dromaeosaurus más pequeño y los géneros de dromeosáuridos gigantes de Mongolia y América del Norte Achillobator y Dakotaraptor.

|  | Utahraptor                                                     |
|  |                                                                |
|  | \| \| Dakotaraptor \| \| \| \| \| \| Dromaeosaurus \| \| \| \| |
|  |                                                                |
|  | Dakotaraptor                                                   |
|  |                                                                |
|  | Dromaeosaurus                                                  |
|  |                                                                |

|  | Dakotaraptor  |
|  |               |
|  | Dromaeosaurus |
|  |               |

|  | Utahraptor                                                     |
|  |                                                                |
|  | \| \| Dakotaraptor \| \| \| \| \| \| Dromaeosaurus \| \| \| \| |
|  |                                                                |
|  | Dakotaraptor                                                   |
|  |                                                                |
|  | Dromaeosaurus                                                  |
|  |                                                                |

|  | Dakotaraptor  |
|  |               |
|  | Dromaeosaurus |
|  |               |

|  | Utahraptor                                                     |
|  |                                                                |
|  | \| \| Dakotaraptor \| \| \| \| \| \| Dromaeosaurus \| \| \| \| |
|  |                                                                |
|  | Dakotaraptor                                                   |
|  |                                                                |
|  | Dromaeosaurus                                                  |
|  |                                                                |

|  | Dakotaraptor  |
|  |               |
|  | Dromaeosaurus |
|  |               |

|  | Utahraptor                                                     |
|  |                                                                |
|  | \| \| Dakotaraptor \| \| \| \| \| \| Dromaeosaurus \| \| \| \| |
|  |                                                                |
|  | Dakotaraptor                                                   |
|  |                                                                |
|  | Dromaeosaurus                                                  |
|  |                                                                |

|  | Dakotaraptor  |
|  |               |
|  | Dromaeosaurus |
|  |               |

|  | Utahraptor                                                     |
|  |                                                                |
|  | \| \| Dakotaraptor \| \| \| \| \| \| Dromaeosaurus \| \| \| \| |
|  |                                                                |
|  | Dakotaraptor                                                   |
|  |                                                                |
|  | Dromaeosaurus                                                  |
|  |                                                                |

|  | Dakotaraptor  |
|  |               |
|  | Dromaeosaurus |
|  |               |

|  | Utahraptor                                                     |
|  |                                                                |
|  | \| \| Dakotaraptor \| \| \| \| \| \| Dromaeosaurus \| \| \| \| |
|  |                                                                |
|  | Dakotaraptor                                                   |
|  |                                                                |
|  | Dromaeosaurus                                                  |
|  |                                                                |

|  | Dakotaraptor  |
|  |               |
|  | Dromaeosaurus |
|  |               |

|  | Utahraptor                                                     |
|  |                                                                |
|  | \| \| Dakotaraptor \| \| \| \| \| \| Dromaeosaurus \| \| \| \| |
|  |                                                                |
|  | Dakotaraptor                                                   |
|  |                                                                |
|  | Dromaeosaurus                                                  |
|  |                                                                |

|  | Dakotaraptor  |
|  |               |
|  | Dromaeosaurus |
|  |               |

|  | Utahraptor                                                     |
|  |                                                                |
|  | \| \| Dakotaraptor \| \| \| \| \| \| Dromaeosaurus \| \| \| \| |
|  |                                                                |
|  | Dakotaraptor                                                   |
|  |                                                                |
|  | Dromaeosaurus                                                  |
|  |                                                                |

|  | Dakotaraptor  |
|  |               |
|  | Dromaeosaurus |
|  |               |

|  | Utahraptor                                                     |
|  |                                                                |
|  | \| \| Dakotaraptor \| \| \| \| \| \| Dromaeosaurus \| \| \| \| |
|  |                                                                |
|  | Dakotaraptor                                                   |
|  |                                                                |
|  | Dromaeosaurus                                                  |
|  |                                                                |

|  | Dakotaraptor  |
|  |               |
|  | Dromaeosaurus |
|  |               |

|  | Utahraptor                                                     |
|  |                                                                |
|  | \| \| Dakotaraptor \| \| \| \| \| \| Dromaeosaurus \| \| \| \| |
|  |                                                                |
|  | Dakotaraptor                                                   |
|  |                                                                |
|  | Dromaeosaurus                                                  |
|  |                                                                |

|  | Dakotaraptor  |
|  |               |
|  | Dromaeosaurus |
|  |               |

|  | Utahraptor                                                     |
|  |                                                                |
|  | \| \| Dakotaraptor \| \| \| \| \| \| Dromaeosaurus \| \| \| \| |
|  |                                                                |
|  | Dakotaraptor                                                   |
|  |                                                                |
|  | Dromaeosaurus                                                  |
|  |                                                                |

|  | Dakotaraptor  |
|  |               |
|  | Dromaeosaurus |
|  |               |

|  | Utahraptor                                                     |
|  |                                                                |
|  | \| \| Dakotaraptor \| \| \| \| \| \| Dromaeosaurus \| \| \| \| |
|  |                                                                |
|  | Dakotaraptor                                                   |
|  |                                                                |
|  | Dromaeosaurus                                                  |
|  |                                                                |

|  | Dakotaraptor  |
|  |               |
|  | Dromaeosaurus |
|  |               |

|  | Utahraptor                                                     |
|  |                                                                |
|  | \| \| Dakotaraptor \| \| \| \| \| \| Dromaeosaurus \| \| \| \| |
|  |                                                                |
|  | Dakotaraptor                                                   |
|  |                                                                |
|  | Dromaeosaurus                                                  |
|  |                                                                |

|  | Dakotaraptor  |
|  |               |
|  | Dromaeosaurus |
|  |               |

|  | Utahraptor                                                     |
|  |                                                                |
|  | \| \| Dakotaraptor \| \| \| \| \| \| Dromaeosaurus \| \| \| \| |
|  |                                                                |
|  | Dakotaraptor                                                   |
|  |                                                                |
|  | Dromaeosaurus                                                  |
|  |                                                                |

|  | Dakotaraptor  |
|  |               |
|  | Dromaeosaurus |
|  |               |

|  | Utahraptor                                                     |
|  |                                                                |
|  | \| \| Dakotaraptor \| \| \| \| \| \| Dromaeosaurus \| \| \| \| |
|  |                                                                |
|  | Dakotaraptor                                                   |
|  |                                                                |
|  | Dromaeosaurus                                                  |
|  |                                                                |

|  | Dakotaraptor  |
|  |               |
|  | Dromaeosaurus |
|  |               |

|  | Utahraptor                                                     |
|  |                                                                |
|  | \| \| Dakotaraptor \| \| \| \| \| \| Dromaeosaurus \| \| \| \| |
|  |                                                                |
|  | Dakotaraptor                                                   |
|  |                                                                |
|  | Dromaeosaurus                                                  |
|  |                                                                |

|  | Dakotaraptor  |
|  |               |
|  | Dromaeosaurus |
|  |               |

|  | Utahraptor                                                     |
|  |                                                                |
|  | \| \| Dakotaraptor \| \| \| \| \| \| Dromaeosaurus \| \| \| \| |
|  |                                                                |
|  | Dakotaraptor                                                   |
|  |                                                                |
|  | Dromaeosaurus                                                  |
|  |                                                                |

|  | Dakotaraptor  |
|  |               |
|  | Dromaeosaurus |
|  |               |

|  | Utahraptor                                                     |
|  |                                                                |
|  | \| \| Dakotaraptor \| \| \| \| \| \| Dromaeosaurus \| \| \| \| |
|  |                                                                |
|  | Dakotaraptor                                                   |
|  |                                                                |
|  | Dromaeosaurus                                                  |
|  |                                                                |

|  | Dakotaraptor  |
|  |               |
|  | Dromaeosaurus |
|  |               |

|  | Utahraptor                                                     |
|  |                                                                |
|  | \| \| Dakotaraptor \| \| \| \| \| \| Dromaeosaurus \| \| \| \| |
|  |                                                                |
|  | Dakotaraptor                                                   |
|  |                                                                |
|  | Dromaeosaurus                                                  |
|  |                                                                |

|  | Dakotaraptor  |
|  |               |
|  | Dromaeosaurus |
|  |               |

|  | Utahraptor                                                     |
|  |                                                                |
|  | \| \| Dakotaraptor \| \| \| \| \| \| Dromaeosaurus \| \| \| \| |
|  |                                                                |
|  | Dakotaraptor                                                   |
|  |                                                                |
|  | Dromaeosaurus                                                  |
|  |                                                                |

|  | Dakotaraptor  |
|  |               |
|  | Dromaeosaurus |
|  |               |

|  | Utahraptor                                                     |
|  |                                                                |
|  | \| \| Dakotaraptor \| \| \| \| \| \| Dromaeosaurus \| \| \| \| |
|  |                                                                |
|  | Dakotaraptor                                                   |
|  |                                                                |
|  | Dromaeosaurus                                                  |
|  |                                                                |

|  | Dakotaraptor  |
|  |               |
|  | Dromaeosaurus |
|  |               |

|  | Utahraptor                                                     |
|  |                                                                |
|  | \| \| Dakotaraptor \| \| \| \| \| \| Dromaeosaurus \| \| \| \| |
|  |                                                                |
|  | Dakotaraptor                                                   |
|  |                                                                |
|  | Dromaeosaurus                                                  |
|  |                                                                |

|  | Dakotaraptor  |
|  |               |
|  | Dromaeosaurus |
|  |               |

|  | Utahraptor                                                     |
|  |                                                                |
|  | \| \| Dakotaraptor \| \| \| \| \| \| Dromaeosaurus \| \| \| \| |
|  |                                                                |
|  | Dakotaraptor                                                   |
|  |                                                                |
|  | Dromaeosaurus                                                  |
|  |                                                                |

|  | Dakotaraptor  |
|  |               |
|  | Dromaeosaurus |
|  |               |

|  | Utahraptor                                                     |
|  |                                                                |
|  | \| \| Dakotaraptor \| \| \| \| \| \| Dromaeosaurus \| \| \| \| |
|  |                                                                |
|  | Dakotaraptor                                                   |
|  |                                                                |
|  | Dromaeosaurus                                                  |
|  |                                                                |

|  | Dakotaraptor  |
|  |               |
|  | Dromaeosaurus |
|  |               |

|  | Utahraptor                                                     |
|  |                                                                |
|  | \| \| Dakotaraptor \| \| \| \| \| \| Dromaeosaurus \| \| \| \| |
|  |                                                                |
|  | Dakotaraptor                                                   |
|  |                                                                |
|  | Dromaeosaurus                                                  |
|  |                                                                |

|  | Dakotaraptor  |
|  |               |
|  | Dromaeosaurus |
|  |               |

|  | Utahraptor                                                     |
|  |                                                                |
|  | \| \| Dakotaraptor \| \| \| \| \| \| Dromaeosaurus \| \| \| \| |
|  |                                                                |
|  | Dakotaraptor                                                   |
|  |                                                                |
|  | Dromaeosaurus                                                  |
|  |                                                                |

|  | Dakotaraptor  |
|  |               |
|  | Dromaeosaurus |
|  |               |

|  | Utahraptor                                                     |
|  |                                                                |
|  | \| \| Dakotaraptor \| \| \| \| \| \| Dromaeosaurus \| \| \| \| |
|  |                                                                |
|  | Dakotaraptor                                                   |
|  |                                                                |
|  | Dromaeosaurus                                                  |
|  |                                                                |

|  | Dakotaraptor  |
|  |               |
|  | Dromaeosaurus |
|  |               |

|  | Utahraptor                                                     |
|  |                                                                |
|  | \| \| Dakotaraptor \| \| \| \| \| \| Dromaeosaurus \| \| \| \| |
|  |                                                                |
|  | Dakotaraptor                                                   |
|  |                                                                |
|  | Dromaeosaurus                                                  |
|  |                                                                |

|  | Dakotaraptor  |
|  |               |
|  | Dromaeosaurus |
|  |               |

|  | Utahraptor                                                     |
|  |                                                                |
|  | \| \| Dakotaraptor \| \| \| \| \| \| Dromaeosaurus \| \| \| \| |
|  |                                                                |
|  | Dakotaraptor                                                   |
|  |                                                                |
|  | Dromaeosaurus                                                  |
|  |                                                                |

|  | Dakotaraptor  |
|  |               |
|  | Dromaeosaurus |
|  |               |

|  | Utahraptor                                                     |
|  |                                                                |
|  | \| \| Dakotaraptor \| \| \| \| \| \| Dromaeosaurus \| \| \| \| |
|  |                                                                |
|  | Dakotaraptor                                                   |
|  |                                                                |
|  | Dromaeosaurus                                                  |
|  |                                                                |

|  | Dakotaraptor  |
|  |               |
|  | Dromaeosaurus |
|  |               |

|  | Utahraptor                                                     |
|  |                                                                |
|  | \| \| Dakotaraptor \| \| \| \| \| \| Dromaeosaurus \| \| \| \| |
|  |                                                                |
|  | Dakotaraptor                                                   |
|  |                                                                |
|  | Dromaeosaurus                                                  |
|  |                                                                |

|  | Dakotaraptor  |
|  |               |
|  | Dromaeosaurus |
|  |               |

|  | Utahraptor                                                     |
|  |                                                                |
|  | \| \| Dakotaraptor \| \| \| \| \| \| Dromaeosaurus \| \| \| \| |
|  |                                                                |
|  | Dakotaraptor                                                   |
|  |                                                                |
|  | Dromaeosaurus                                                  |
|  |                                                                |

|  | Dakotaraptor  |
|  |               |
|  | Dromaeosaurus |
|  |               |

El cladograma a continuación es el resultado de un análisis cladístico realizado por Cau et al. en 2017.

|  | Achillobator                                                 |
|  |                                                              |
|  | \| \| Utahraptor \| \| \| \| \| \| Dromaeosaurus \| \| \| \| |
|  |                                                              |
|  | Utahraptor                                                   |
|  |                                                              |
|  | Dromaeosaurus                                                |
|  |                                                              |

|  | Utahraptor    |
|  |               |
|  | Dromaeosaurus |
|  |               |

|  | Deinonychus       |
|  |                   |
|  | Saurornitholestes |
|  |                   |

|  | Velociraptor                                            |
|  |                                                         |
|  | \| \| Tsaagan \| \| \| \| \| \| Linheraptor \| \| \| \| |
|  |                                                         |
|  | Tsaagan                                                 |
|  |                                                         |
|  | Linheraptor                                             |
|  |                                                         |

|  | Tsaagan     |
|  |             |
|  | Linheraptor |
|  |             |

|  | Deinonychus       |
|  |                   |
|  | Saurornitholestes |
|  |                   |

|  | Velociraptor                                            |
|  |                                                         |
|  | \| \| Tsaagan \| \| \| \| \| \| Linheraptor \| \| \| \| |
|  |                                                         |
|  | Tsaagan                                                 |
|  |                                                         |
|  | Linheraptor                                             |
|  |                                                         |

|  | Tsaagan     |
|  |             |
|  | Linheraptor |
|  |             |

|  | Deinonychus       |
|  |                   |
|  | Saurornitholestes |
|  |                   |

|  | Velociraptor                                            |
|  |                                                         |
|  | \| \| Tsaagan \| \| \| \| \| \| Linheraptor \| \| \| \| |
|  |                                                         |
|  | Tsaagan                                                 |
|  |                                                         |
|  | Linheraptor                                             |
|  |                                                         |

|  | Tsaagan     |
|  |             |
|  | Linheraptor |
|  |             |

|  | Deinonychus       |
|  |                   |
|  | Saurornitholestes |
|  |                   |

|  | Velociraptor                                            |
|  |                                                         |
|  | \| \| Tsaagan \| \| \| \| \| \| Linheraptor \| \| \| \| |
|  |                                                         |
|  | Tsaagan                                                 |
|  |                                                         |
|  | Linheraptor                                             |
|  |                                                         |

|  | Tsaagan     |
|  |             |
|  | Linheraptor |
|  |             |

|  | Achillobator                                                 |
|  |                                                              |
|  | \| \| Utahraptor \| \| \| \| \| \| Dromaeosaurus \| \| \| \| |
|  |                                                              |
|  | Utahraptor                                                   |
|  |                                                              |
|  | Dromaeosaurus                                                |
|  |                                                              |

|  | Utahraptor    |
|  |               |
|  | Dromaeosaurus |
|  |               |

|  | Deinonychus       |
|  |                   |
|  | Saurornitholestes |
|  |                   |

|  | Velociraptor                                            |
|  |                                                         |
|  | \| \| Tsaagan \| \| \| \| \| \| Linheraptor \| \| \| \| |
|  |                                                         |
|  | Tsaagan                                                 |
|  |                                                         |
|  | Linheraptor                                             |
|  |                                                         |

|  | Tsaagan     |
|  |             |
|  | Linheraptor |
|  |             |

|  | Deinonychus       |
|  |                   |
|  | Saurornitholestes |
|  |                   |

|  | Velociraptor                                            |
|  |                                                         |
|  | \| \| Tsaagan \| \| \| \| \| \| Linheraptor \| \| \| \| |
|  |                                                         |
|  | Tsaagan                                                 |
|  |                                                         |
|  | Linheraptor                                             |
|  |                                                         |

|  | Tsaagan     |
|  |             |
|  | Linheraptor |
|  |             |

|  | Deinonychus       |
|  |                   |
|  | Saurornitholestes |
|  |                   |

|  | Velociraptor                                            |
|  |                                                         |
|  | \| \| Tsaagan \| \| \| \| \| \| Linheraptor \| \| \| \| |
|  |                                                         |
|  | Tsaagan                                                 |
|  |                                                         |
|  | Linheraptor                                             |
|  |                                                         |

|  | Tsaagan     |
|  |             |
|  | Linheraptor |
|  |             |

|  | Deinonychus       |
|  |                   |
|  | Saurornitholestes |
|  |                   |

|  | Velociraptor                                            |
|  |                                                         |
|  | \| \| Tsaagan \| \| \| \| \| \| Linheraptor \| \| \| \| |
|  |                                                         |
|  | Tsaagan                                                 |
|  |                                                         |
|  | Linheraptor                                             |
|  |                                                         |

|  | Tsaagan     |
|  |             |
|  | Linheraptor |
|  |             |

|  | Achillobator                                                 |
|  |                                                              |
|  | \| \| Utahraptor \| \| \| \| \| \| Dromaeosaurus \| \| \| \| |
|  |                                                              |
|  | Utahraptor                                                   |
|  |                                                              |
|  | Dromaeosaurus                                                |
|  |                                                              |

|  | Utahraptor    |
|  |               |
|  | Dromaeosaurus |
|  |               |

|  | Deinonychus       |
|  |                   |
|  | Saurornitholestes |
|  |                   |

|  | Velociraptor                                            |
|  |                                                         |
|  | \| \| Tsaagan \| \| \| \| \| \| Linheraptor \| \| \| \| |
|  |                                                         |
|  | Tsaagan                                                 |
|  |                                                         |
|  | Linheraptor                                             |
|  |                                                         |

|  | Tsaagan     |
|  |             |
|  | Linheraptor |
|  |             |

|  | Deinonychus       |
|  |                   |
|  | Saurornitholestes |
|  |                   |

|  | Velociraptor                                            |
|  |                                                         |
|  | \| \| Tsaagan \| \| \| \| \| \| Linheraptor \| \| \| \| |
|  |                                                         |
|  | Tsaagan                                                 |
|  |                                                         |
|  | Linheraptor                                             |
|  |                                                         |

|  | Tsaagan     |
|  |             |
|  | Linheraptor |
|  |             |

|  | Deinonychus       |
|  |                   |
|  | Saurornitholestes |
|  |                   |

|  | Velociraptor                                            |
|  |                                                         |
|  | \| \| Tsaagan \| \| \| \| \| \| Linheraptor \| \| \| \| |
|  |                                                         |
|  | Tsaagan                                                 |
|  |                                                         |
|  | Linheraptor                                             |
|  |                                                         |

|  | Tsaagan     |
|  |             |
|  | Linheraptor |
|  |             |

|  | Deinonychus       |
|  |                   |
|  | Saurornitholestes |
|  |                   |

|  | Velociraptor                                            |
|  |                                                         |
|  | \| \| Tsaagan \| \| \| \| \| \| Linheraptor \| \| \| \| |
|  |                                                         |
|  | Tsaagan                                                 |
|  |                                                         |
|  | Linheraptor                                             |
|  |                                                         |

|  | Tsaagan     |
|  |             |
|  | Linheraptor |
|  |             |

|  | Achillobator                                                 |
|  |                                                              |
|  | \| \| Utahraptor \| \| \| \| \| \| Dromaeosaurus \| \| \| \| |
|  |                                                              |
|  | Utahraptor                                                   |
|  |                                                              |
|  | Dromaeosaurus                                                |
|  |                                                              |

|  | Utahraptor    |
|  |               |
|  | Dromaeosaurus |
|  |               |

|  | Deinonychus       |
|  |                   |
|  | Saurornitholestes |
|  |                   |

|  | Velociraptor                                            |
|  |                                                         |
|  | \| \| Tsaagan \| \| \| \| \| \| Linheraptor \| \| \| \| |
|  |                                                         |
|  | Tsaagan                                                 |
|  |                                                         |
|  | Linheraptor                                             |
|  |                                                         |

|  | Tsaagan     |
|  |             |
|  | Linheraptor |
|  |             |

|  | Deinonychus       |
|  |                   |
|  | Saurornitholestes |
|  |                   |

|  | Velociraptor                                            |
|  |                                                         |
|  | \| \| Tsaagan \| \| \| \| \| \| Linheraptor \| \| \| \| |
|  |                                                         |
|  | Tsaagan                                                 |
|  |                                                         |
|  | Linheraptor                                             |
|  |                                                         |

|  | Tsaagan     |
|  |             |
|  | Linheraptor |
|  |             |

|  | Deinonychus       |
|  |                   |
|  | Saurornitholestes |
|  |                   |

|  | Velociraptor                                            |
|  |                                                         |
|  | \| \| Tsaagan \| \| \| \| \| \| Linheraptor \| \| \| \| |
|  |                                                         |
|  | Tsaagan                                                 |
|  |                                                         |
|  | Linheraptor                                             |
|  |                                                         |

|  | Tsaagan     |
|  |             |
|  | Linheraptor |
|  |             |

|  | Deinonychus       |
|  |                   |
|  | Saurornitholestes |
|  |                   |

|  | Velociraptor                                            |
|  |                                                         |
|  | \| \| Tsaagan \| \| \| \| \| \| Linheraptor \| \| \| \| |
|  |                                                         |
|  | Tsaagan                                                 |
|  |                                                         |
|  | Linheraptor                                             |
|  |                                                         |

|  | Tsaagan     |
|  |             |
|  | Linheraptor |
|  |             |

|  | Achillobator                                                 |
|  |                                                              |
|  | \| \| Utahraptor \| \| \| \| \| \| Dromaeosaurus \| \| \| \| |
|  |                                                              |
|  | Utahraptor                                                   |
|  |                                                              |
|  | Dromaeosaurus                                                |
|  |                                                              |

|  | Utahraptor    |
|  |               |
|  | Dromaeosaurus |
|  |               |

|  | Deinonychus       |
|  |                   |
|  | Saurornitholestes |
|  |                   |

|  | Velociraptor                                            |
|  |                                                         |
|  | \| \| Tsaagan \| \| \| \| \| \| Linheraptor \| \| \| \| |
|  |                                                         |
|  | Tsaagan                                                 |
|  |                                                         |
|  | Linheraptor                                             |
|  |                                                         |

|  | Tsaagan     |
|  |             |
|  | Linheraptor |
|  |             |

|  | Deinonychus       |
|  |                   |
|  | Saurornitholestes |
|  |                   |

|  | Velociraptor                                            |
|  |                                                         |
|  | \| \| Tsaagan \| \| \| \| \| \| Linheraptor \| \| \| \| |
|  |                                                         |
|  | Tsaagan                                                 |
|  |                                                         |
|  | Linheraptor                                             |
|  |                                                         |

|  | Tsaagan     |
|  |             |
|  | Linheraptor |
|  |             |

|  | Deinonychus       |
|  |                   |
|  | Saurornitholestes |
|  |                   |

|  | Velociraptor                                            |
|  |                                                         |
|  | \| \| Tsaagan \| \| \| \| \| \| Linheraptor \| \| \| \| |
|  |                                                         |
|  | Tsaagan                                                 |
|  |                                                         |
|  | Linheraptor                                             |
|  |                                                         |

|  | Tsaagan     |
|  |             |
|  | Linheraptor |
|  |             |

|  | Deinonychus       |
|  |                   |
|  | Saurornitholestes |
|  |                   |

|  | Velociraptor                                            |
|  |                                                         |
|  | \| \| Tsaagan \| \| \| \| \| \| Linheraptor \| \| \| \| |
|  |                                                         |
|  | Tsaagan                                                 |
|  |                                                         |
|  | Linheraptor                                             |
|  |                                                         |

|  | Tsaagan     |
|  |             |
|  | Linheraptor |
|  |             |

|  | Achillobator                                                 |
|  |                                                              |
|  | \| \| Utahraptor \| \| \| \| \| \| Dromaeosaurus \| \| \| \| |
|  |                                                              |
|  | Utahraptor                                                   |
|  |                                                              |
|  | Dromaeosaurus                                                |
|  |                                                              |

|  | Utahraptor    |
|  |               |
|  | Dromaeosaurus |
|  |               |

|  | Deinonychus       |
|  |                   |
|  | Saurornitholestes |
|  |                   |

|  | Velociraptor                                            |
|  |                                                         |
|  | \| \| Tsaagan \| \| \| \| \| \| Linheraptor \| \| \| \| |
|  |                                                         |
|  | Tsaagan                                                 |
|  |                                                         |
|  | Linheraptor                                             |
|  |                                                         |

|  | Tsaagan     |
|  |             |
|  | Linheraptor |
|  |             |

|  | Deinonychus       |
|  |                   |
|  | Saurornitholestes |
|  |                   |

|  | Velociraptor                                            |
|  |                                                         |
|  | \| \| Tsaagan \| \| \| \| \| \| Linheraptor \| \| \| \| |
|  |                                                         |
|  | Tsaagan                                                 |
|  |                                                         |
|  | Linheraptor                                             |
|  |                                                         |

|  | Tsaagan     |
|  |             |
|  | Linheraptor |
|  |             |

|  | Deinonychus       |
|  |                   |
|  | Saurornitholestes |
|  |                   |

|  | Velociraptor                                            |
|  |                                                         |
|  | \| \| Tsaagan \| \| \| \| \| \| Linheraptor \| \| \| \| |
|  |                                                         |
|  | Tsaagan                                                 |
|  |                                                         |
|  | Linheraptor                                             |
|  |                                                         |

|  | Tsaagan     |
|  |             |
|  | Linheraptor |
|  |             |

|  | Deinonychus       |
|  |                   |
|  | Saurornitholestes |
|  |                   |

|  | Velociraptor                                            |
|  |                                                         |
|  | \| \| Tsaagan \| \| \| \| \| \| Linheraptor \| \| \| \| |
|  |                                                         |
|  | Tsaagan                                                 |
|  |                                                         |
|  | Linheraptor                                             |
|  |                                                         |

|  | Tsaagan     |
|  |             |
|  | Linheraptor |
|  |             |

|  | Achillobator                                                 |
|  |                                                              |
|  | \| \| Utahraptor \| \| \| \| \| \| Dromaeosaurus \| \| \| \| |
|  |                                                              |
|  | Utahraptor                                                   |
|  |                                                              |
|  | Dromaeosaurus                                                |
|  |                                                              |

|  | Utahraptor    |
|  |               |
|  | Dromaeosaurus |
|  |               |

|  | Deinonychus       |
|  |                   |
|  | Saurornitholestes |
|  |                   |

|  | Velociraptor                                            |
|  |                                                         |
|  | \| \| Tsaagan \| \| \| \| \| \| Linheraptor \| \| \| \| |
|  |                                                         |
|  | Tsaagan                                                 |
|  |                                                         |
|  | Linheraptor                                             |
|  |                                                         |

|  | Tsaagan     |
|  |             |
|  | Linheraptor |
|  |             |

|  | Deinonychus       |
|  |                   |
|  | Saurornitholestes |
|  |                   |

|  | Velociraptor                                            |
|  |                                                         |
|  | \| \| Tsaagan \| \| \| \| \| \| Linheraptor \| \| \| \| |
|  |                                                         |
|  | Tsaagan                                                 |
|  |                                                         |
|  | Linheraptor                                             |
|  |                                                         |

|  | Tsaagan     |
|  |             |
|  | Linheraptor |
|  |             |

|  | Deinonychus       |
|  |                   |
|  | Saurornitholestes |
|  |                   |

|  | Velociraptor                                            |
|  |                                                         |
|  | \| \| Tsaagan \| \| \| \| \| \| Linheraptor \| \| \| \| |
|  |                                                         |
|  | Tsaagan                                                 |
|  |                                                         |
|  | Linheraptor                                             |
|  |                                                         |

|  | Tsaagan     |
|  |             |
|  | Linheraptor |
|  |             |

|  | Deinonychus       |
|  |                   |
|  | Saurornitholestes |
|  |                   |

|  | Velociraptor                                            |
|  |                                                         |
|  | \| \| Tsaagan \| \| \| \| \| \| Linheraptor \| \| \| \| |
|  |                                                         |
|  | Tsaagan                                                 |
|  |                                                         |
|  | Linheraptor                                             |
|  |                                                         |

|  | Tsaagan     |
|  |             |
|  | Linheraptor |
|  |             |

|  | Achillobator                                                 |
|  |                                                              |
|  | \| \| Utahraptor \| \| \| \| \| \| Dromaeosaurus \| \| \| \| |
|  |                                                              |
|  | Utahraptor                                                   |
|  |                                                              |
|  | Dromaeosaurus                                                |
|  |                                                              |

|  | Utahraptor    |
|  |               |
|  | Dromaeosaurus |
|  |               |

|  | Deinonychus       |
|  |                   |
|  | Saurornitholestes |
|  |                   |

|  | Velociraptor                                            |
|  |                                                         |
|  | \| \| Tsaagan \| \| \| \| \| \| Linheraptor \| \| \| \| |
|  |                                                         |
|  | Tsaagan                                                 |
|  |                                                         |
|  | Linheraptor                                             |
|  |                                                         |

|  | Tsaagan     |
|  |             |
|  | Linheraptor |
|  |             |

|  | Deinonychus       |
|  |                   |
|  | Saurornitholestes |
|  |                   |

|  | Velociraptor                                            |
|  |                                                         |
|  | \| \| Tsaagan \| \| \| \| \| \| Linheraptor \| \| \| \| |
|  |                                                         |
|  | Tsaagan                                                 |
|  |                                                         |
|  | Linheraptor                                             |
|  |                                                         |

|  | Tsaagan     |
|  |             |
|  | Linheraptor |
|  |             |

|  | Deinonychus       |
|  |                   |
|  | Saurornitholestes |
|  |                   |

|  | Velociraptor                                            |
|  |                                                         |
|  | \| \| Tsaagan \| \| \| \| \| \| Linheraptor \| \| \| \| |
|  |                                                         |
|  | Tsaagan                                                 |
|  |                                                         |
|  | Linheraptor                                             |
|  |                                                         |

|  | Tsaagan     |
|  |             |
|  | Linheraptor |
|  |             |

|  | Deinonychus       |
|  |                   |
|  | Saurornitholestes |
|  |                   |

|  | Velociraptor                                            |
|  |                                                         |
|  | \| \| Tsaagan \| \| \| \| \| \| Linheraptor \| \| \| \| |
|  |                                                         |
|  | Tsaagan                                                 |
|  |                                                         |
|  | Linheraptor                                             |
|  |                                                         |

|  | Tsaagan     |
|  |             |
|  | Linheraptor |
|  |             |

## Comportamiento predador
Kirkland et al. señaló que dado el enorme tamaño de Utahraptor, no era tan rápido como Deinonychus y Velociraptor, sino que habría tenido una velocidad similar a la de los iguanodontianos contemporáneos y siendo más rápido que los saurópodos. Además, el grosor de la tibia indica que el animal tenía una fuerza de pierna significativa para matar presas. También se sugirió que los dromeosáuridos, como Velociraptor y Deinonychus, dependían de las garras de sus manos para manejar a sus presas y mantener el equilibrio mientras las pateaban, contrario a esto, Utahraptor con un peso mucho mayor, puede haber sido capaz de lanzar patadas sin riesgo de perder el equilibrio, liberando las manos y usándolas para atrapar las presas.
Según el paleontólogo Gregory S. Paul, Utahraptor no era particularmente rápido y habría sido un cazador de emboscadas que se alimentaba de grandes dinosaurios como los iguanodontianos y terizinosaurianos contemporáneos con los que compartía su entorno. Su constitución robusta y su gran garra en forma de hoz indican que estaba bien preparado para cazar tales presas. Al igual que otros dromeosaurinos, es posible que también dependiera en gran medida de sus mandíbulas para despachar presas, más que otros tipos de dromeosáuridos, como los velociraptorinos.

### Comportamiento social
En 2001, Kirkland et al, persiguieron el descubrimiento de un estudiante graduado de un hueso que sobresalía de un bloque fósil de piedra arenisca de 9 toneladas en el este de Utah. Se determinó que contenía los huesos de al menos siete individuos, incluido un adulto que medía unos 4,8 metros, cuatro juveniles y una cría de aproximadamente 1 metros de largo. También fosilizados con los depredadores están los restos de al menos un posible herbívoro iguanodontiano. Kirkland especuló que la manada de Utahraptor intentó hurgar en la carroña o atacar a presas indefensas atascadas en arenas movedizas, y ellos mismos estaban empantanados en el intento de atacar al herbívoro. Sitios similares como Cantera Cleveland-Lloyd y Rancho La Brea  alberga tales trampas para depredadores. El examen de los fósiles está en curso después de una década de excavación, pero si Kirkland está en lo correcto, puede ser una de las trampas para depredadores mejor conservadas jamás descubiertas. Los fósiles pueden revelar aún más aspectos del comportamiento de Utahraptor, como si podría haber cazado en grupos como se creía que lo hacía Deinonychus. No está claro si todos los individuos de Utahraptor quedaron atrapados simultáneamente o fueron atraídos, uno por uno. Un examen más detallado del bloque sugiere que el número de Utahraptor permanece tal vez el doble de la cantidad supuesta anteriormente.
Si bien el comportamiento de los dinosaurios solo puede teorizarse, más tarde se descubrió en 2020 que es posible que Deinonychus no haya tenido un comportamiento social complejo visto en algunos animales cazadores en manada vivos en la era moderna, según las diferentes preferencias dietéticas en adultos y jóvenes que indican que no vivieron en grupos familiares de larga duración. Se desconoce si esta falta de comportamiento social complejo y cooperativo también se extendió a Utahraptor.

## Paleoecología
Utahraptor vivía en un hábitat parcialmente boscoso, con bosques ribereños separados por áreas abiertas. El clima era bastante seco con una estación húmeda corta. Otros dinosaurios del Yellow Cat incluyen los euornitópodo Hippodraco, Cedrorestes y Iguanacolossus, el saurópodo Cedarosaurus, el dinosaurio acorazado Gastonia y los teropodos Falcarius, Geminiraptor, Martharaptor, Nedcolbertia y Yurgovuchia. Posiblemente Utahraptor era el depredador más temido de su ecosistema.

### Paleoedad
Utahraptor vivía en la parte inferior de la Formación Cedar Mountain, un lecho conocido como el Miembro Yellow Cat. Según los autores de su descripción, Utahraptor tuvo un papel ecológico importante como carnívoro principal de la paleofauna de la actual región de Arches durante el Cretácico Inferior , y probablemente podría atacar presas más grandes que él. La caza en grupo de individuos de al menos 3,5 metros y 70 kilogramos, si se prueba, podría haber matado presas de 8 metros de un peso de 1 a 2 toneladas. Además, los saurópodos que miden entre 20 metros pueden haber sido una parte importante de su dieta. El paleontólogo Thomas R. Holtz estimó que Utahraptor existió hace entre 130 y 125 millones de años. En múltiples ocasiones, el Miembro Yellow Cat ha sido fechado en las edades que van al Barremiense al Aptiense. Sames y Schudack 2010 propusieron una reasignación de la edad estimada, comprometiendo los estadios Berriasiense a Valanginiense, sin embargo, esta interpretación no fue seguida por la mayoría de los autores. Utilizando métodos avanzados de datación radiométrica y palinológica, Joeckel et al. 2019 concluyó que el Miembro Yellow Cat es más antiguo que las estimaciones anteriores. La deposición ocurrió entre 139 ± 1,3 millones a 134,6 ± 1,7 millones de años, o desde las etapas del Berriasiense al Valanginiense Tardío. Con base en la presencia de nueva palinoflora, se asignaron provisionalmente edades del Berriasiense medio al Hauteriviense temprano. Sin embargo, el Miembro Yellow Cat se divide en distintas capas "inferior" y "superior", y Utahraptor solo se encuentra dentro del Yellow Cat superior.

### Paleoflora y Paleofauna

Utahraptor (rojo, derecha) y otra fauna de dinosaurios de la Formación Cedar Mountain

Utahraptor fue desenterrado del Miembro Yellow Cat, que durante el Berriasiense al Valanginienso tardío era un área semiárida con llanuras de inundación, bosques ribereños y bosques abiertos predominados por coníferas, Pinophyta, helechos, Polypodiopsida, antocerotes, Anthocerotophyta y otras plantas vasculares. Durante la descripción de Mierasaurus , se interpretó que también había un entorno similar a un pantano anegado. Se cree que hubo una corta temporada de lluvias. Esto está respaldado por la presencia de esporas carbonizadas y otros restos de plantas carbonizadas en el maceral de polen que indican la ocurrencia de antiguos incendios forestales iniciados durante períodos de baja precipitación.
La paleofauna que fue contemporánea con los dromeosáuridos en el Miembro Yellow Cat superior incluía numerosos dinosaurios , como los iguanodontianos de tamaño mediano Hippodraco y Cedrorestes , los otros terópodos Martharaptor y Nedcolbertia, el nodosáurido Gastonia y los saurópodos Cedarosaurus y Moabosaurus. El único mamífero conocido del Miembro Yellow Cat superior es Cifelliodon.
Otros taxones que no son dinosaurios conocidos del Miembro incluyen los peces Ceratodus y Semionotus, las tortugas Glyptops y Trinitichelys , Aquatilavipes, huellas de aves fosilizadas, el rinocefaloToxolophosaurus y los restos indeterminados de tiburones hibodontidos y poliacrodóntidos.
Se recuperó paleofauna adicional , la mayor parte sin nombre o indeterminada, incluido un cráneo mesoeucrocodiliano aislado que mide 20 centímetros de largo. Un Neochoristodere desenterrado del Miembro Yellow Cat Superior, representado por un fémur izquierdo parcial, muestra que la paleofauna acuática estuvo presente y diversa durante el Cretácico Inferior de la Formación Cedar Mountain. Un gran iguanodonte con dorso de vela representado por grandes vértebras y restos fragmentarios, y un eudromaeosaurio indeterminado conocido a partir de una vértebra caudaly cola fragmentada, UMNH VP 20209 también estuvieron presentes.

## En la cultura popular
Una reconstrucción especulativa de la forma de vida y el comportamiento de Utahraptor fue presentada en la serie de televisión de 1999 de la BBC Paseando con Dinosaurios. El programa representaba a Utahraptor con varias inexactitudes, incluyendo manos en pronación, carencia de plumas y situados en Europa aunque todos los fósiles de Utahraptor han sido hallados en el oeste de Norteamérica. También se le representa de la misma manera incorrecta en la serie de History Channel Jurassic Fight Club, batallando con el tireoforo Gastonia. Una reconstrucción científicamente más precisa de Utahraptor apareció en el programa de 2011 de Discovery Channel Reino de Dinosaurios.
La premiada serie de tiras cómicas de Internet de Ryan North Dinosaur Comics representa notoriamente a un Utahraptor. En dicha historieta al personaje del Utahraptor se lo representa como un interlocutor "cuestionante e interrogativo" en las discusiones, a veces extrañas, sobre la vida y la filosofía.
Utahraptor también aparece en la serie japonesa Dino Rey en el capítulo 7 el cual se encontraba en las instalaciones de un estudio de televisión en Tokio.
En Steel Ball Run, la séptima parte de la serie de manga japonesa JoJo's Bizarre Adventure, escrita e ilustrada por Hirohiko Araki, el personaje Diego Brando posee un Stand llamado Scary Monsters que le permite transformarse parcial o completamente en un Utahraptor, a él o a los demás.